# Hamerhaaien
De hamerhaaien (Sphyrnidae) zijn een familie van haaien die bekendstaan om de T-vormige kop die doet denken aan een hamer.

## Kop
Haaien zijn uitgerust met een hele batterij prooisensoren op hun kop. Hiertoe behoren de ogen en de neusgaten, drukgevoelige cellen die trillingen in het water waarnemen, en de ampullen van Lorenzini: elektroreceptoren die de elektrische signalen in het zenuwstelsel van een prooidier opvangen. Bij de meeste haaien zijn deze sensoren geconcentreerd op één plek, maar bij de hamerhaai zijn ze verspreid over de T-vormige kop. Zo kan hij een veel groter oppervlak 'scannen' dan een haai met een gewone, spitse snuit. Bovendien weet de hamerhaai precies waar de signalen vandaan komen. De neusgaten bevinden zich bijvoorbeeld op de 'vleugelpunten', zodat een geur meestal eerst bij het ene en dan pas bij het andere neusgat komt. Door zich zo te draaien dat beide neusgaten de geur tegelijk oppikken, kan de hamerhaai recht op zijn doel afzwemmen. Hierdoor kan hij 'in stereo' zintuiglijk prikkels waarnemen, wat de effectiviteit sterk vergroot. De druksensoren op zijn kop werken op dezelfde manier.

## Evolutionaire geschiedenis
De hamerhaai is een 'jonge' haai. De eerste haaien ontstonden ongeveer 400 miljoen jaar geleden, maar de eerste hamerhaaien verschenen pas 40 miljoen jaar geleden op het toneel. De laatste gemeenschappelijke voorouder van de hamerhaaien leefde waarschijnlijk zo'n 20 miljoen jaar geleden en zou groter geweest zijn dan de moderne soorten. De vleugelkophamerhaai en kaphamerhaai zouden zich als eerste afgesplitst hebben.

## Leefgebied
Hamerhaaien komen voor in alle tropische en subtropische zeeën en oceanen van de wereld. 's Zomers trekken sommige exemplaren weleens ver noordwaarts, naar de Middellandse Zee.
In de wateren van de Lage Landen komt de hamerhaai niet voor. Ook in parken en in dierentuinen is hij een zeldzaamheid.

## Zwerftocht door de oceaan
Bij zijn tochten door de oceaan legt de hamerhaai, vooral de grote hamerhaai, enorme afstanden af. Het grootste deel van het jaar zwerft hij door de warme oceanen op zoek naar jachtgebieden. Die vindt hij in ondiepe kustwateren, waar het tussen de koraalriffen wemelt van de vissen en inktvissen, en op de bodem de platte roggen die deze haai zo uitstekend weet op te sporen.

## Voedsel
De meeste hamerhaaien eten alleen roggen en andere vissen, plus krabben en andere schaaldieren. Mensen worden gemeden, maar van de grote hamerhaai is bekend dat hij af en toe ook op mensen afgaat. De meeste van die aanvallen zijn echter een reactie op betreding van zijn territorium. Wanneer een duiker zich op het terrein van een grote hamerhaai begeeft, voelt de haai zich bedreigd en bijt om zich te verdedigen.

## Relatie tot de mens
De huid van de haai is bedekt met allemaal scherpe stekeltjes, de zogenaamde huidtanden. Vroeger gebruikte men die als schuurpapier. Ook werd het ruwe vel, segrijn genaamd, om het handvat van een zwaard gewikkeld om meer houvast te hebben bij een gevecht.
De olie uit de lever van een hamerhaai bevat veel vitamine A. Vroeger werd er daarom veel op deze haai gejaagd.
Sportvissers hebben een hekel aan de hamerhaai omdat hij het aas opeet dat ze hebben uitgezet voor vissen zoals de marlijn. Een haai die een voedselbron heeft gevonden raak je bijna niet meer kwijt. Ook de vissers op het rif hebben last van hem, omdat hij de vis van de lijn pikt wanneer die wordt ingehaald.

## Taxonomie
De familie van hamerhaaien bestaat uit twee geslachten met in totaal tien soorten. Hiervan worden er negen tot het geslacht Sphyrna gerekend. De negende soort is de vleugelkophamerhaai (Eusphyra blochii), die tot een ander geslacht (Eusphyra) wordt gerekend. In 2006 ontdekte bioloog Joe Quattro een tiende soort van de hamerhaaien-familie. Deze soort heeft nog geen wetenschappelijke naam en wordt vooralsnog als Cryptische soort aangeduid.
- Geslacht Eusphyra
- Geslacht Sphyrna

voor soorten, zie onder de geslachten.
Atelomycteridae · Dichichthyidae · Gladde haaien (Triakidae) · Hamerhaaien (Sphyrnidae) · Kathaaien (Scyliorhinidae) · Pentanchidae · Requiemhaaien (Carcharhinidae) · Rugvinkathaaien (Proscylliidae) · Tijgerhaaien (Galeocerdonidae) · Valse kathaaien (Pseudotriakidae) · Voeldraadhondshaaien (Leptochariidae) · Wezelhaaien (Hemigaleidae)